# Rubus semisetosus
Rubus semisetosus är en rosväxtart som beskrevs av Blanchard. Rubus semisetosus ingår i släktet rubusar, och familjen rosväxter. Utöver nominatformen finns också underarten R. s. ortivus.